# Endotrichellopsis laevifolia
Endotrichellopsis laevifolia là một loài Rêu trong họ Pterobryaceae. Loài này được (Thwaites & Mitt.) During miêu tả khoa học đầu tiên năm 1977.